# فوكيكا ميتيتش
فوكيكا ميتيتش (بالصربية: Вукица Митић) مواليد 7 ديسمبر 1953 في بلغراد، جمهورية يوغوسلافيا الاشتراكية الاتحادية، هي لاعبة كرة سلة صربية سابقة. مثلت منتخب بلادها. شاركت في دورة الألعاب الأولمبية الصيفية سنة 1980.

## الميداليات
| الميدالية | المسابقة                       |
| --------- | ------------------------------ |
| برونزية   | الألعاب الأولمبية الصيفية 1980 |

## روابط خارجية
- فوكيكا ميتيتش على موقع الاتحاد الدولي لكرة السلة (الإنجليزية)
- فوكيكا ميتيتش على موقع سبورتس رفرنس (الإنجليزية)
- فوكيكا ميتيتش على موقع اللجنة الأولمبية الدولية (الإنجليزية)
- فوكيكا ميتيتش على موقع أوليمبيديا (الإنجليزية)